# Melanchra grisea
Melanchra grisea là một loài bướm đêm trong họ Noctuidae.